# Zespół szarych płytek
Zespół szarych płytek (ang. grey platelet syndrome, GPS) – rzadka anomalia polegająca na zmniejszeniu liczby lub całkowitym braku ziarnistości α płytek krwi.